# Mauricie

Mauricies läge i Québec.

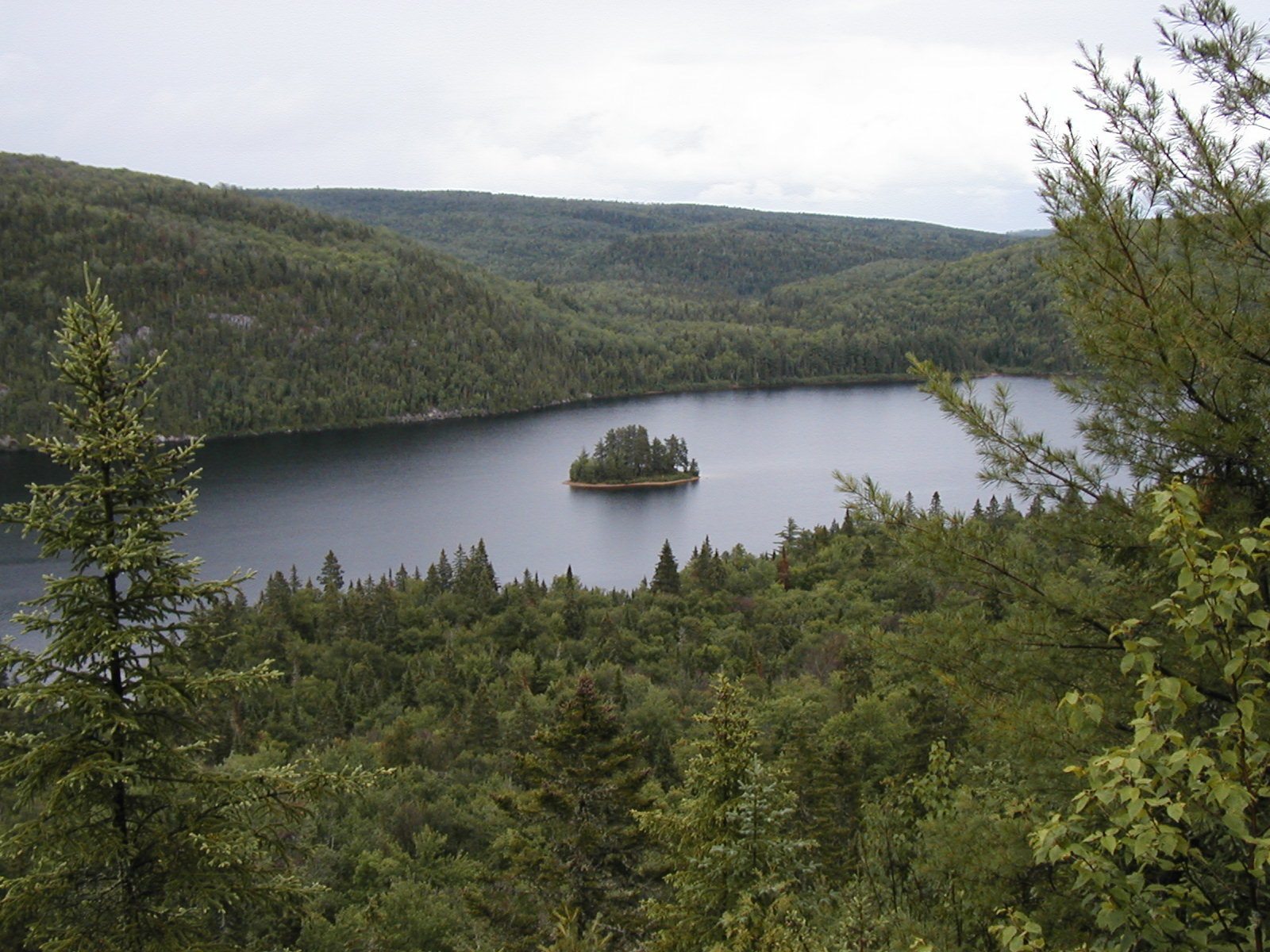
Ö i La Mauricie nationalpark.

Mauricie är en administrativ region i provinsen Québec i Kanada. Området fick sitt namn på 1930-talet efter Saint-Mauricefloden, som ligger centralt i regionen. Regionens huvudort är Trois-Rivières, som ligger där Saint-Mauricefloden mynnar i Saint Lawrencefloden. Regionen består av tre sekundärkommuner (municipalités régionales de comté), en agglomération med sekundärkommunala befogenheter och 47 kommuner, varav två med sekundärkommunala befogenheter. Den hade 258 928 invånare 2006.

## Historia
Utvecklingen av regionen har utgått från Trois-Rivières, som hade ett strategiskt läge för pälshandeln. Saint-Mauricefloden utgjorde en förbindelse med jaktmarkerna. Därefter utvecklades pappersindustrin i de stora skogarna, och Saint-Mauricefloden blev en flottningsled. När flottningen ersattes av järnvägstransporter under 1990-talet inleddes ett uppstädningsarbete för att återställa flottningens påverkan på livet i floden, och det går nu åter att bada i den.

## Ingående sekundärkommuner
- Les Chenaux (huvudort Saint-Luc-de-Vincennes)
- Maskinongé (huvudort Louiseville)
- Mékinac (huvudort Saint-Tite)
- Agglomération de La Tuque (gemensam nämnd med sekundärkommunala befogenheter för värdkommunen La Tuque, La Bostonnais och Lac-Édouard, samt i befolkningsstatistiken indianreservaten Coucoucache, Obedjiwan och Wemotaci)
- Shawinigan (stad med sekundärkommunala befogenheter)
- Trois-Rivières (stad med sekundärkommunala befogenheter)